# 8719 Весмір
8719 Весмір (8719 Vesmír) — астероїд головного поясу, відкритий 11 листопада 1995 року.
Тіссеранів параметр щодо Юпітера — 3,334.
Названо на честь чеського щомісячного наукового журналу «Vesmír» («Всесвіт»), заснованого у 1871 році.